# Black Thunder (barra de chocolate)
Black Thunder (ブラックサンダー Burakku Sandā?) es una barra de chocolate fabricada y vendida en Japón por la empresa Yuraku Confectionery Company (有楽製菓株式会社 Yūraku Seika kabushiki gaisha?). Contiene una barra de galleta con sabor a cacao mezclada con galleta crujiente, recubierta de chocolate. El precio de venta al público recomendado por el fabricante es de 30 yenes, antes de impuestos. El eslogan publicitario principal se traduce como "¡Un sabor delicioso en un destello de relámpago!". La historia de la empresa Yuraku Confectionery Company y su barra Black Thunder ha sido tratada en la prensa económica japonesa como una especie de cuento de hadas moderno.
La barra Black Thunder se concibió como una barra de caramelo fácil de comercializar con tres componentes populares y un precio razonable. El nombre se inspiró en parte en el dios japonés del trueno. Las barras Black Thunder se fabricaron por primera vez en una fábrica de la ciudad de Toyohashi en 1994. El público objetivo eran los estudiantes universitarios de la región de Kantō y el crecimiento de las ventas dependía principalmente de las recomendaciones boca a boca. A través de una serie de acuerdos de marketing que comenzaron en 2004, las ventas de Black Thunder aumentaron gradualmente. En 2008, la empresa Yuraku Confectionery patrocinó al equipo masculino de gimnasia en los Juegos Olímpicos de Verano de 2008, lo que aumentó el reconocimiento de la marca.
A partir de 2008, la empresa Yuraku Confectionery comenzó a desarrollar y comercializar variaciones de la barra Black Thunder. Entre los productos similares de la misma línea se encuentran Big Thunder, Black Thunder Minibar, White Black Thunder y la barra de desayuno Morning Thunder. En 2009, Yuraku comenzó a colaborar con otras agencias para desarrollar productos relacionados inspirados en la barra de chocolate Black Thunder.

## Producto

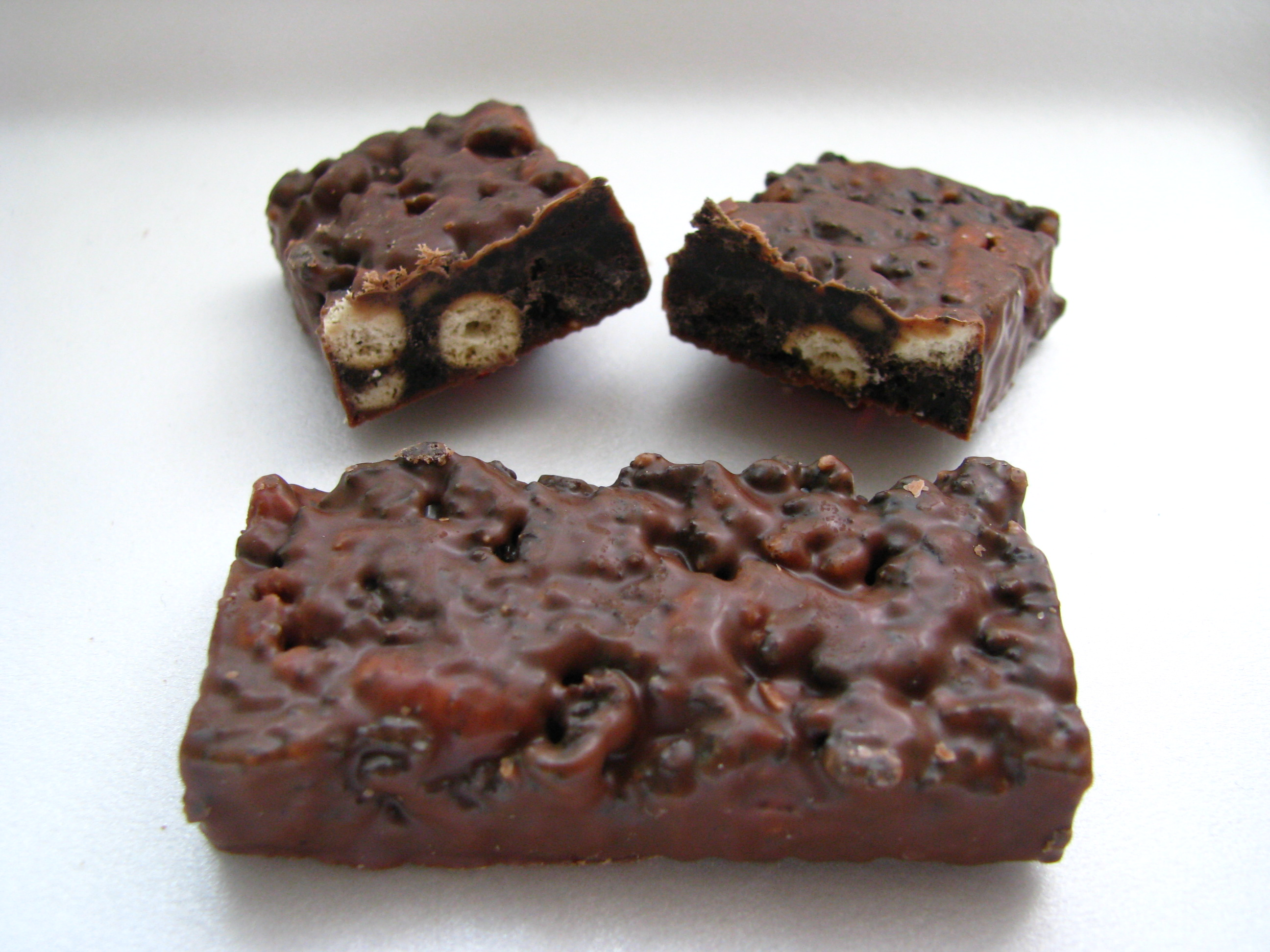
Dos barras Black Thunder: una entera y otra cortada para mostrar la sección transversal

El concepto original era una barra de chocolate que tendría tres componentes principales: una textura densa, un sabor intenso y un precio razonable; la combinación de estas cualidades garantizaría que fuera un producto fácilmente comercializable. Más tarde se decidió que debía ser atractivo para el mayor número posible de grupos demográficos, incluidos los niños. Se desarrolló una barra de chocolate con trozos de galleta con sabor a cacao oscuro mezclados con arroz crujiente al estilo japonés y, finalmente, recubierta de chocolate con leche oscuro. La barra de galleta está prensada de forma relativamente plana en cinco lados; sin embargo, la parte superior de la barra presenta una superficie irregular, incluso con la cobertura de chocolate. A la hora de elegir el nombre del producto, se decidió que la palabra clave debía ser el color "negro", que aludiría al sabor del chocolate negro. Esto está en consonancia con otras tendencias de marketing en Japón, donde el color "negro" se asocia con el chocolate negro o amargo, como la popular barra de chocolate Meiji Black. Para dar al producto cierto "impacto" entre los consumidores, se decidió bautizarlo con el nombre del dios japonés del trueno, Raijin. Aunque el nombre del producto utiliza las palabras inglesas "Black Thunder" (pronunciadas o transcritas como Burakku Sandah), el envase exterior también lleva el término japonés en kanji para el producto en una fuente más pequeña (黒い雷神 kuroi raijin),para que los consumidores no pierdan el significado. Un eslogan publicitario grabado durante el periodo de desarrollo se traduce como "¡Un sabor delicioso como un relámpago!". (おいしさイナズマ級! Oishisa Inazuma-kyū!), pero inicialmente fue rechazado en favor de la descripción básica de una línea "Black cocoa crunch" (crujiente de cacao negro).

## Historia
Durante el desarrollo inicial, se creó una barra de chocolate con tres tipos de frutos secos, llamada "ChocoNuts 3". Sin embargo, se abandonó al poco tiempo, ya que se pensó que no resultaría atractiva para los niños. La barra Black Thunder se desarrolló entonces basándose en las especificaciones del concepto original, pero también con la idea de que resultara atractiva para múltiples segmentos demográficos, incluidos los niños.
En 1994, una pequeña fábrica con solo 20 empleados en la ciudad de Toyohashi, en la prefectura de Aichi, comenzó a fabricar las barritas de chocolate Black Thunder.El envase de entonces utilizaba letras mayúsculas que decían "Black Thunder", y el precio de venta al público recomendado se fijó en 30 yenes. En el año 2000, las ventas no eran impresionantes, pero se decidió mantener el producto. Al mismo tiempo, se modificó el diseño del envase y se añadió el eslogan conceptual: "¡Un sabor delicioso en un destello de luz!". En agosto de 2003, el envase se modificó de nuevo hasta alcanzar su diseño actual, en el que la fuente alfabética del nombre de la marca se sustituyó por letras japonesas en katakana. Por último, se añadió un nuevo eslogan publicitario dirigido a un grupo demográfico específico en la parte delantera del envase: "¡Un gran éxito entre las mujeres jóvenes!" Durante este primer periodo, el crecimiento de las ventas dependió en gran medida de las recomendaciones boca a boca.
Aunque inicialmente solo se distribuía en las tiendas 7-Eleven de la región de Kantō, se vio el potencial de ampliar la comercialización y Black Thunder se puso a la venta a través de una asociación empresarial cooperativa en más zonas. Durante el año comercial 2004-2005, las barritas Black Thunder experimentaron un repentino aumento de popularidad en la región de Kyushu.Durante el verano de 2005, las barritas Black Thunder se distribuyeron en más regiones del país. A finales de año, se habían vendido más de 900 000 unidades y las barritas Black Thunder eran el producto más vendido de la empresa Yuraku Confectionery. En 2006, la cooperativa Shiraishi-san Co-op las incluyó en su catálogo y las vendió por Internet, lo que supuso un impulso para las ventas del producto, ya que ganó popularidad entre los estudiantes universitarios. En los tres primeros años tras el inicio de las ventas por Internet, se vendió aproximadamente diez veces más barritas Black Thunder que en los once años anteriores a su lanzamiento. En 2008, la empresa Yuraku Confectionery patrocinó al equipo masculino de gimnasia en los Juegos Olímpicos de Verano de Pekín 2008.El equipo ganó la medalla de plata, al igual que el gimnasta individual Kōhei Uchimura. Después de que el gimnasta de 19 años promocionara activamente el producto en los medios de comunicación, el reconocimiento de la marca aumentó considerablemente y, entre 2008 y 2009, las ventas totales pasaron de poco menos de 50 millones de unidades a la cifra histórica de 100 millones.En 2010, las ventas habían alcanzado los 130 millones de unidades.
Para el 25.º aniversario de la empresa en 2019, Yuraku presentó una mascota llamada Black Thunder Matt (ブラックサンダーMATT, Burakku Sandā Matto), interpretada por el modelo Matt Kuwata (hijo del exjugador de béisbol Masumi Kuwata). Black Thunder Matt es un superhéroe androide de 25 años con barras Black Thunder en lugar de cejas que dispara barras Black Thunder a los ciudadanos hambrientos.
En la actualidad, las barritas Black Thunder se fabrican en cuatro fábricas situadas en Sapporo, Tokio, Osaka y la fábrica original de Toyohashi. Desde cualquiera de ellas, las barritas Black Thunder pueden enviarse a diversas tiendas de conveniencia y tiendas de descuento de todo el país, y siguen distribuyéndose a todas las cooperativas de estudiantes universitarios.

### Ventas en el extranjero
En 2017, Delfi Limited formó una alianza estratégica con Yuraku para fabricar Black Thunder en Indonesia. Dos años más tarde, ambas empresas crearon la empresa conjunta Delfi Yuraku Pte Ltd., con sede en Singapur, para comercializar Black Thunder y otros productos de Yuraku en Indonesia y Malasia.

## Información nutricional
Las siguientes tablas presentan la información nutricional de una barra de chocolate Black Thunder estándar.
| Una barra     | 6.5 x 3 x 1 cm |
| ------------- | -------------- |
| Energia       | 115 kcal       |
| Proteina      | 1.3 g          |
| Lipidos       | 5.9 g          |
| Carbohidratos | 14.1 g         |
| Sodio         | 71 mg          |

## Variaciones
Yuraku ha producido varias variaciones de la barra Black Thunder original, dirigidas a diferentes grupos demográficos o en colaboración con otras empresas comerciales. En esta sección se incluyen algunos de los productos más destacados de Yuraku. Es posible que otros productos Black Thunder estén disponibles en un mercado restringido o durante un periodo de tiempo limitado.

### Big Thunder
En 2008, Yuraku diversificó el producto con el fin de atraer a un público más amplio. Se desarrolló la barra de caramelo "Big Thunder" (ビッグサンダー, Biggu Sandā), que tiene aproximadamente el doble de largo y ancho que la barra original, pero aproximadamente la mitad de grosor. El eslogan principal se puede traducir como "¡Gran satisfacción para los glotones!" (くいしんぼうも大満足!!, Kuishinbō mo Dai-manzoku!!), aunque el envase también lleva los eslóganes "¡Delicioso! ¡Grande! ¡Doble rayo!" (おいしさ!大きさ!ダブルイナズマ!, Oishisa! Ōkisa! Daburu Inazuma!) y "¡La gran ira de Raijin!" (雷神大暴れ!, Raijin Ō-abare!).

### Mini-barra Black Thunder
Black Thunder también se vende en forma de "mini-barra" desde 2008. Las mini-barras tienen aproximadamente la mitad del tamaño y el ancho de las normales, y se venden en paquetes. Se pensó que el mayor volumen atraería a las familias preocupadas por el precio.Mientras que la barra Big Thunder normal se vende principalmente en tiendas de conveniencia, el lugar de venta objetivo de las mini-barras han sido las tiendas de comestibles.

### Dear Girl Thunder
En marzo de 2009, en colaboración con el programa de radio Dear Girl Stories con Hiroshi Kamiya y Daisuke Ono y Nippon Cultural Broadcasting, se desarrolló la barra de chocolate "Dear Girl Thunder". El sabor de la barra Dear Girl Thunder se anunciaba como "El sabor del primer amor: sal y chocolate" (初恋の味・塩チョコ Hatsukoi no aji: Shio-choco). En Japón, el chocolate se asocia con el día de San Valentín y se considera un regalo apropiado entre enamorados; los alimentos salados se consideran "adultos" y, por lo tanto, se asocian con la madurez. El "primer amor" de una persona es, al igual que en otras culturas, una especie de rito de iniciación; un episodio de la vida dulce en cuanto a sentimientos, pero con resultados maduros. En julio de 2009, se puso a la venta una edición limitada de 480 unidades de la barra Dear Girl Thunder, que se agotó rápidamente. En octubre de 2010, la barra Dear Girl Thunder salió a la venta en las tiendas de conveniencia FamilyMart (con la excepción de las tiendas de una región). Durante 2010, los consumidores cuestionaron por qué las barritas Black Thunder no se distribuían en las zonas de Hokkaido, Miyazaki, Kagoshima y Okinawa, y la empresa respondió con un estudio sobre la viabilidad de la distribución a nivel nacional. En enero de 2011, se decidió que se distribuiría una segunda edición de la barra Dear Girl Thunder a las tiendas Animate, un minorista especializado en anime, manga y videojuegos. También se comercializaría en el sitio web de venta por correo de Cho!A&G+, una filial de Nippon Cultural Broadcasting, Inc., que se centra en la radiodifusión digital. Ambos acuerdos garantizan que los consumidores de todo el país puedan comprar las barras Dear Girl Thunder.

### White Black Thunder
En diciembre de 2010, Yuraku Confectionery Company presentó las barritas "White Black Thunder", llamadas Shiroi Black Thunder (白いブラックサンダー Shiroi Burakku Sandā), para una edición limitada de seis meses. La galleta y el crujiente relleno son los mismos que los de Black Thunder, pero la cobertura exterior de chocolate es blanca. El envase menciona "De Hokkaido", una zona que se ha asociado con el chocolate blanco desde su introducción por Rokkatei Confectionery, con sede en Obihiro, Hokkaido, en la década de 1970. El eslogan publicitario se puede traducir como: "¡Descenso directo a la delicia!". (おいしさ直滑降 Oishisa Chokkakkō), y utiliza un término claramente relacionado con las empinadas pendientes del esquí alpino. En poco tiempo, la barra White Thunder ha demostrado ser muy popular, como lo demuestra el rápido agotamiento de las existencias.

### Black Black Thunder
Black Black Thunder (黒のブラックサンダー, Kuro no Burakku Sandā) es una variante de Black Thunder con chocolate negro y trocitos de chocolate mezclados con tres tipos de masa de cacao.

### Morning Thunder
En enero de 2011, se lanzó al mercado la barra Morning Thunder (モーニングサンダー Mōningu Sandā). Concebida como una barra para el desayuno, la Morning Thunder contiene una galleta con sabor a canela mezclada con cacahuetes y bolitas de soja, enriquecida con proteínas adicionales y recubierta de chocolate con leche. El eslogan que aparece en la parte delantera del envase dice: "Proteínas y cacahuetes en una barra de chocolate saciante" (ブチプロテイン&ピーナッツin満足系チョコバー Buchi Purotein ando Pīnattsu in Manzoku-kei Choko Bā). Se planeó una tirada limitada de doce meses para la barra Morning Thunder.

### Morning Only Black Thunder
En 2019, se lanzó una nueva variante de Morning Thunder llamada «Morning Only Black Thunder» (朝専用ブラックサンダー, Asa sen'yō Burakku Sandā). Esta barra de desayuno contiene café en polvo, trocitos de chocolate negro y trocitos de coco.

### Black Thunder Next Gear
Black Thunder Next Gear (ブラックサンダーネクストギア, Burakku Sandā Nekusuto Gia) es una barra de chocolate alargada con almendras.

### Otros productos
Yuraku comercializa o ha comercializado otros productos relacionados con Black Thunder durante periodos limitados. La siguiente lista contiene algunas de las variaciones de la barra de chocolate Black Thunder o ediciones especiales del envase exterior.
Variaciones de Black Thunder
- Black Thunder Giant Gold Powdered (ブラックサンダー大金粉, Burakku Sandā Daikinpun): barra gigante Black Thunder de edición limitada para San Valentín con virutas de oro, con un valor calórico de 3917 kcal.[23]
- Black Thunder Gold: elaborado con trocitos de chocolate y coco.
- Black Thunder Hōjicha Latte (ブラックサンダーほうじ茶ラテ, Burakku Sandā Hōjicha Rate)[24]
- Black Thunder Manjū
- Black Thunder Matcha Azuki (ブラックサンダー抹茶あずき, Burakku Sandā Matcha Azuki)[25]
- Black Thunder Monaka
- Banana no Thunder (バナナのサンダー, Banana no Sandā)[26]
- Matcha no Thunder (抹茶のサンダー, Matcha no Sandā)[27]
- Black Thunder Blissful Butter (ブラックサンダー 至福のバター, Burakku Sandā Shifuku no Batā) – mezclado con una combinación de mantequilla francesa y de Hokkaido doblemente fermentada.[28]
- Black Thunder Graceful Hazelnut (ブラックサンダー優雅なヘーゼルナッツ, Burakku Sandā Yūga na Hēzerunattsu)[29]
- Black Thunder Namcola Flavor (ブラックサンダー ナムコーラ味, Burakku Sandā Namukōra-mi): variante exclusiva de Namco Amusement Japan con sabor a cola.[30]
- Almond no Thunder (アーモンドのサンダー, Āmondo no Sandā): una barra Black Thunder con almendras.[31]
- Ichigo no Thunder (いちごのサンダー, Ichigo no Sandā, lit. Trueno de fresa): Black Thunder con sabor a fresa.[32]
- Frugra Thunder (フルグラ®サンダー, Furugura Sandā): mezcla de Black Thunder y cereales de granola con frutas Calbee Frugra.[33]
- Corn Potage Thunder (コーンポタージュサンダー, Kōn Potāju Sandā): mezcla de Black Thunder con sabor a potaje de maíz.[34]
- Golden Black Thunder (黄金なブラックサンダー, Ogon na Burakku Sandā): variante de edición limitada para San Valentín con chocolate rubio francés y caramelo dorado.[23]
- Kyoto Black Thunder (京都ブラックサンダー, Kyōto Burakku Sandā): variante exclusiva de Kioto con matcha uji y sencha en polvo. Fabricado en colaboración con Miju Co., Ltd.[35]
- Pink Black Thunder (ピンクなブラックサンダー, Pinku na Burakku Sandā): Black Thunder con cobertura de fresa.[36]
- Raw Black Thunder (生ブラックサンダー, Nama Burakku Sandā): caja de edición limitada para San Valentín con tres barritas Black Thunder espolvoreadas con polvo dorado.[23]
- Tokyo Black Thunder (東京ブラックサンダー, Tōkyō Burakku Sandā): variante exclusiva de Yuraku Confectionery Tokyo con azúcar moreno.[37]

Black Thunder Pretty Style Variations
- Black Thunder Pretty Style (Black Thunder Pretty Style, Burakku Sandā Puriti Sutairu) – Versión en tamaño bocado de Black Thunder.[38]
- Black Thunder Pretty Style Caramel Flavor (Black Thunder Pretty Style Caramel Flavor, Burakku Sandā Puriti Sutairu Ajiwai Kyarameru)[39]
- Black Thunder Pretty Style Tiramisu (ブラックサンダープリティスタイルティラミス, Burakku Sandā Puriti Sutairu Tiramisu)[40]
- Sweets Thunder Pretty Style Shortcake Flavor (スイーツサンダープリティスタイル ショートケーキ味, Suītsu Sandā Puriti Sutairu Shōtokēki Aji) – chocolate blanco con copos de fresa liofilizados.[41]

Variaciones de Big Thunder
- Big Thunder Coconut
- Dark Big Thunder: elaborado con chocolate negro.
- Variantes de Black Thunder Mini-bar
- Black Thunder Gold Mini-bar (ブラックサンダーゴールドミニバー, Burakku Sandā Gōrudo Minibā)[42]
- Black Thunder Mini-bar Cacao 72% (ブラックサンダーミニバー カカオ72%, Burakku Sandā Minibā Kakao 72-Pāsento)[43]
- Black Thunder Mini-bar Gateau Chocolat (ブラックサンダーミニバー ガトーショコラ, Burakku Sandā Minibā Gatō Shokora)[44]
- Black Thunder Mini-bar Almond & Hazelnut (ブラックサンダーミニバー アーモンド&ヘーゼルナッツ, Burakku Sandā Minibā Āmondo ando Hēzerunattsu)[45]
- Black Thunder Mini-bar Christmas (Black Thunder Mini-bar Christmas, Burakku Sandā Minibā Kurisumasu)[46]
- Black Thunder Mini-bar Halloween (Black Thunder Mini-bar Halloween, Burakku Sandā Minibā Harouin)[47]
- Frugra Thunder Mini-bar (Frugra® Thunder Mini-bar, Furugura Sandā Minibā)[48]
- Melon Black Thunder Mini Size (Melón Black Thunder Mini Size, Mero ~ n na Burakku Sandā Mini Saizu)[49]
- Persimmon Seed Thunder Mini-bar (Persimmon Seed Thunder Mini-bar, Kaki no Tane Sandā Minibā)[50]
- Toyohashi Black Thunder Mini-bar (Toyohashi Black Thunder Mini-bar, Toyohashi Burakku Sandā Minibā) – Embalaje exclusivo para trenes de Toyohashi.[51]

Mochi-mochi Black Thunder con sabores
- Sabor azuki[52]
- Sabor kinako
- Sabor matcha[52]

Variaciones de helado Black Thunder
- Black Thunder Ice (ブラックサンダーアイス, Burakku Sandā Aisu) – versión en barra de helado producida por Seria Roile.[53]
- Black Thunder Choco Mint Ice (ブラックサンダーチョコミントアイス, Burakku Sandā Choko Minto Aisu) – variante de helado de menta.[54]

Otros
- Chibi Thunder ("Tiny Thunder") – trozos del tamaño de un bocado con personajes de tokusatsu
- Granola Thunder
- Ikeman Thunder: una barra Black Thunder con ramen seco.
- Kinako Thunder
- Yaki-Tōmorokoshi Thunder ("maíz tostado" Thunder), lanzado en 2019.

## Productos relacionados
En 2009, Yuraku colaboró con Royal Foods Company, que comenzó a fabricar barras de helado Black Thunder y Black Thunder Monaka (similar a un sándwich de helado). La distribución se limita a las tiendas 7-Eleven.
En abril de 2010, se anunció una colaboración con los diseñadores de ropa de la marca Guacamole. El resultado fue una línea de trajes 
de baño para hombres y mujeres, y una selección de ropa interior masculina. La mayoría de los artículos lucen diseños de rayos negros o dorados.
En 2011 se publicó un libro de tapa dura sobre la historia y diversas curiosidades relacionadas con las barritas Black Thunder. El título, que se traduce como El misterio de Black Thunder (謎のブラックサンダー Nazo no Burakku Sandā), salió a la venta el 9 de febrero de 2011 en librerías y tiendas de conveniencia.
En agosto de 2017, Yuraku anunció una colaboración con McDonald's Corporation of Japan. El McFlurry Black Thunder se añadiría al menú de McDonald's en Japón y estaría disponible por tiempo limitado a partir del 16 de agosto de 2017.